# Glère
Glère – miejscowość i gmina we Francji, w regionie Burgundia-Franche-Comté, w departamencie Doubs.
Według danych na rok 1990 gminę zamieszkiwało 187 osób, a gęstość zaludnienia wynosiła 12 osób/km² (wśród 1786 gmin Franche-Comté Glère plasuje się na 558. miejscu pod względem liczby ludności, natomiast pod względem powierzchni na miejscu 192.).